# Gunnera
Gunnera L. è un genere di piante angiosperme dell'ordine Gunnerales, unico genere della famiglia Gunneraceae Meisn., originario dell'America meridionale.

## Descrizione

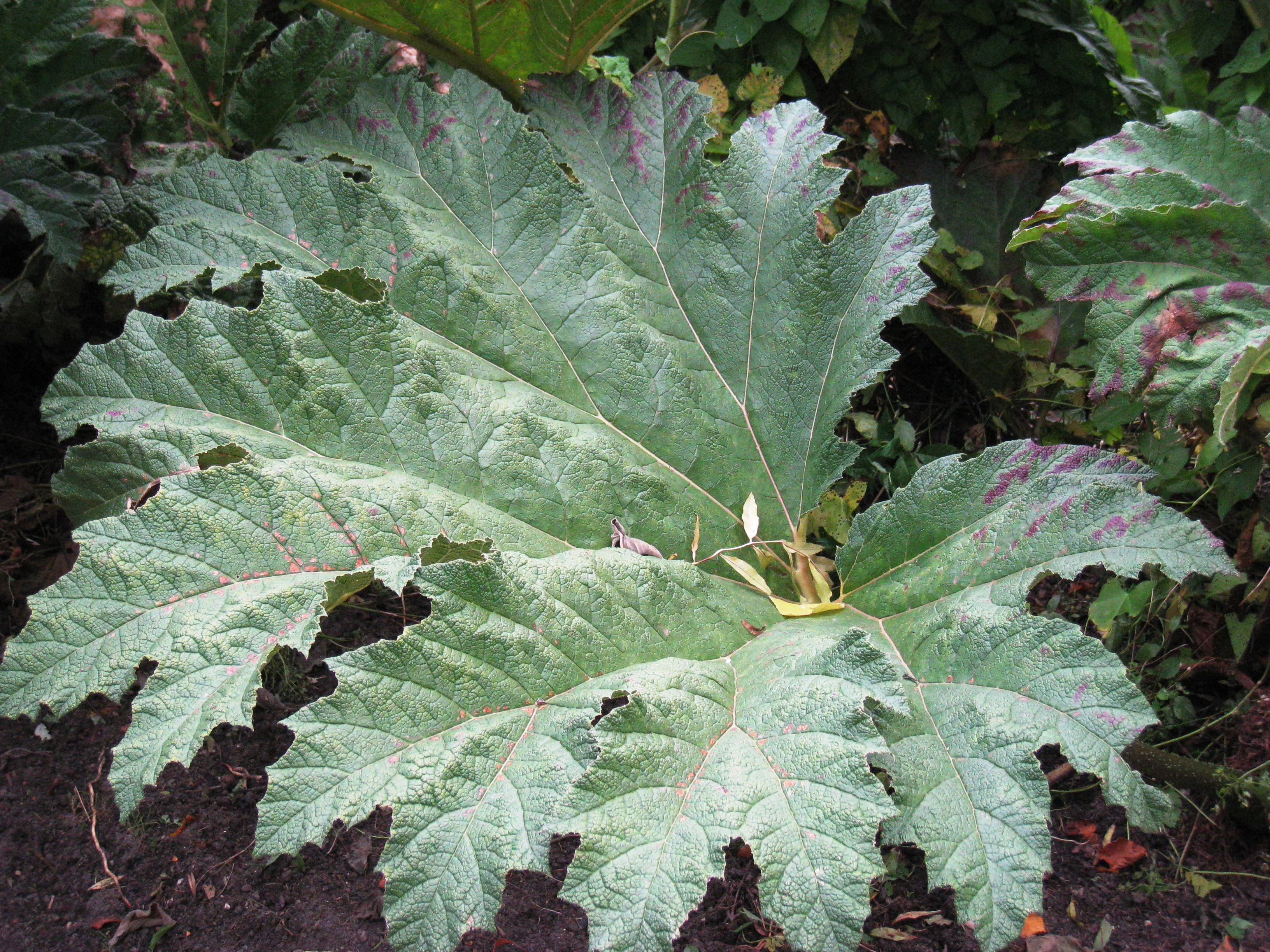
Foglia di Gunnera tinctoria

Le Gunneraceae sono principalmente note per le specie che recano foglie di dimensioni giganti, anche superiori a 4 m, ma molte specie sono molto più piccole e meno appariscenti rispetto ad esempio alla pianta comunemente coltivata Gunnera manicata (chiamata rabarbaro gigante per la sua somiglianza con il rabarbaro).
Sono piante perenni.
Sono caratterizzate dal fatto che i cianobatteri del genere Nostoc (batteri azotofissatori) sono endosimbionti nelle cellule delle piante di questa famiglia.

## Fitochimica
I rizomi di Gunnera tinctoria contengono circa il 9,3% di tannini e le foglie di Gunnera manicata contengono un'elevata concentrazione di ellagitannini.
Gunnera perpensa contiene l'alcaloide celastrina. Nelle specie cianogenetiche, non si sono trovati iridoidi né proantocianidina, bensì kaempferolo, quercetina, flavonoli e acido ellagico.

## Distribuzione e habitat
Le piante della famiglia Gunneraceae sono principalmente presenti nell'emisfero australe.
Esigono terreni umidi, ma privi di ristagni idrici. Sono molto apprezzate nei giardini ornamentali soprattutto del nord Europa.

## Tassonomia
Dal Sistema APG III del 2009, la famiglia Gunneraceae è assegnata, assieme alla famiglia Myrothamnaceae, all'ordine Gunnerales.
Le Gunneraceae comprendono il solo genere Gunnera, con 63 specie assegnate.